# Scottish League Challenge Cup 2012/13
Der Scottish League Challenge Cup wurde 2012/13 zum 22. Mal ausgespielt. Der Pokalwettbewerb, der offiziell als Ramsdens Challenge Cup ausgetragen wurde, begann am 28. Juli 2012 und endete am 7. April 2013. Titelverteidiger war der FC Falkirk der im Vorjahr im Finale gegen Hamilton Academical gewann. Am Wettbewerb nahmen die Vereine der Scottish Football League sowie zwei Vereine aus der Highland Football League teil, in diesem Jahr der FC Inverurie Loco Works und Wick Academy. Queen of the South konnte zum dritten Mal den Titel gewinnen, im Finale bezwang der Verein aus Dumfries Partick Thistle im Elfmeterschießen.

## 1. Runde
Ausgetragen wurden die Begegnungen am 28./29. Juli 2012.

### Region Nord-Ost
|                 | Ergebnis        |                         |
| --------------- | --------------- | ----------------------- |
| FC Cowdenbeath  | ?:? (3:1 i. E.) | Alloa Athletic          |
| Elgin City      | 5:7             | Arbroath                |
| FC Falkirk      | 3:0             | Stirling Albion         |
| Forfar Athletic | 3:2             | Dunfermline Athletic    |
| FC Montrose     | 4:2             | FC Inverurie Loco Works |
| FC Peterhead    | 1:2             | FC East Fife            |
| Wick Academy    | 2:4             | Raith Rovers            |
| Brechin City    | 1:2 n. V.       | Glasgow Rangers         |

### Region Süd-West
|                       | Ergebnis        |                    |
| --------------------- | --------------- | ------------------ |
| Annan Athletic        | 1:0             | FC Livingston      |
| Berwick Rangers       | ?:? (2:3 i. E.) | FC Queen’s Park    |
| FC Clyde              | 0:1             | Partick Thistle    |
| FC Dumbarton          | 0:1             | Queen of the South |
| FC East Stirlingshire | 3:1             | Ayr United         |
| Hamilton Academical   | 0:1             | Airdrie United     |
| Greenock Morton       | 2:0             | Albion Rovers      |
| FC Stranraer          | 1:2             | FC Stenhousemuir   |

## 2. Runde
Die 2. Runde wurde am 30. Juli 2012 in Glasgow ausgelost. Ausgetragen wurden die Begegnungen am 14. und 21. August 2012.

### Region Nord-Ost
|                | Ergebnis |                 |
| -------------- | -------- | --------------- |
| FC Cowdenbeath | 3:0      | FC East Fife    |
| Raith Rovers   | 5:2      | FC Montrose     |
| FC Arbroath    | 3:2      | Forfar Athletic |
| FC Falkirk     | 0:1      | Glasgow Rangers |

### Region Süd-West
|                       | Ergebnis  |                    |
| --------------------- | --------- | ------------------ |
| Annan Athletic        | 0:3       | FC Stenhousemuir   |
| FC Queen’s Park       | 4:5       | Partick Thistle    |
| Greenock Morton       | 1:2 n. V. | Queen of the South |
| FC East Stirlingshire | 3:0       | Airdrie United     |

## Viertelfinale
Das Viertelfinale wurde am 22. August 2012 in Glasgow ausgelost. Ausgetragen wurden die Begegnungen am 9. und 19. September 2012
|                       | Ergebnis        |                    |
| --------------------- | --------------- | ------------------ |
| FC Arbroath           | 1:0             | FC Stenhousemuir   |
| FC East Stirlingshire | 1:2             | FC Cowdenbeath     |
| Partick Thistle       | 3:0             | Raith Rovers       |
| Glasgow Rangers       | ?:? (3:4 i. E.) | Queen of the South |

## Halbfinale
Das Halbfinale wurde am 19. September 2012 in Glasgow ausgelost. Ausgetragen wurden die Begegnungen am 14. Oktober 2012
|                    | Ergebnis  |                 |
| ------------------ | --------- | --------------- |
| Queen of the South | 2:1 n. V. | FC Arbroath     |
| FC Cowdenbeath     | 0:1       | Partick Thistle |

## Finale
| Partick Thistle                                               | Partick Thistle | Queen of the South | Queen of the South |
| ------------------------------------------------------------- | --- | --- | ------------------ |
| Partick Thistle                                               | \| 7. April 2013 um 16:05 Uhr in Almondvale Stadium (Livingston) \| \| Ergebnis: 1:1 n. V., 5:6 i. E. \| \| Zuschauer: 9.452 \| \| Schiedsrichter: Allan Crawford \| \| Spielbericht \|                                                                                | \| 7. April 2013 um 16:05 Uhr in Almondvale Stadium (Livingston) \| \| Ergebnis: 1:1 n. V., 5:6 i. E. \| \| Zuschauer: 9.452 \| \| Schiedsrichter: Allan Crawford \| \| Spielbericht \|                                                                   | Queen of the South |
| Partick Thistle                                               | Scott Fox – Stephen O’Donnell, Aaron Taylor-Sinclair, Aaron Muirhead, Conrad Balatoni – Stuart Bannigan (94. Ross Forbes), Sean Welsh, Chris Erskine, Steven Lawless (60. Christie Elliot) – James Craigen, Steven Craig (66. Kris Doolan) Cheftrainer: Alan Archibald | Lee Robinson – Chris Mitchell, Marc Fitzpatrick, Mark Durnan, Chris Higgins – Derek Young, Stephen McKenna, Nicky Clark (101. Kevin Smith), Dan Carmichael – Derek Lyle (77. Gavin Reilly), Michael Paton (115. Steven Black) Cheftrainer: Allan Johnston | Queen of the South |
| Partick Thistle                                               | 1:1 Kris Doolan (120.+2') | 0:1 Nicky Clark (101.) | Queen of the South |
| Partick Thistle                                               | Elfmeterschießen | | Queen of the South |
| Partick Thistle                                               | Stephen O’Donnell 1:1 Chris Erskine 2:2 Sean Welsh 3:3 Aaron Sinclair 4:4 Ross Forbes 5:5 Kris Doolan Conrad Balatoni | 0:1 Derek Young Daniel Carmichael 1:2 Marc Fitzpatrick 2:3 Lee Robinson 3:4 Gavin Reilly 4:5 Chris Mitchell 5:6 Chris Higgins | Queen of the South |
| Partick Thistle                                               | James Craigen (33.), Aaron Sinclair (55.), Christie Elliot (120.) | Chris Higgins (38.), Daniel Carmichael (72.), Lee Robinson (73.), Stephen McKenna (120.) | Queen of the South |
| Partick Thistle                                               | Aaron Muirhead (119.) | | Queen of the South |
| 7. April 2013 um 16:05 Uhr in Almondvale Stadium (Livingston) | | |                    |
| Ergebnis: 1:1 n. V., 5:6 i. E.                                | | |                    |
| Zuschauer: 9.452                                              | | |                    |
| Schiedsrichter: Allan Crawford                                | | |                    |
| Spielbericht                                                  | | |                    |